# Демків Борис Миколайович
Борис Миколайович Демків (20 липня 1936, м. Тернопіль — 31 грудня 2001, там само) — український поет, публіцист, перекладач, член Спілки письменників України (1967), Спілки журналістів України (1965) лауреат Тернопільської обласної літературної премії імені Степана Будного (1972), літературно-мистецької премії імені Братів Лепких (1996), Грамота Президії Верховної Ради УРСР (1986). Батько журналістки Світлани Мичко.

## Життєпис
Борис Демків народився 20 липня 1936 року в місті Тернополі в робітничій сім'ї.
Навчався в Тернопільських середній школі № 1 (нині Тернопільська українська гімназія імені Івана Франка), школі робітничої молоді. Закінчив факультет журналістики Львівського університету.
Працював диспетчером контори «Тернопільгаз», на цілині в Північному Казахстані, інструктором обкому комсомолу, методистом обласного Будинку народної творчості, кореспондентом тернопільських обласних газет «Ровесник» та «Вільне життя», керівником літоб'єднання «Сонячні кларнети» при молодіжній газеті «Ровесник», очолював відділ мистецтва обласної бібліотеки для юнацтва, завідував літературною частиною Тернопільського музично-драматичного театру, відділами поезії в журналі «Тернопіль» та газеті «Русалка Дністрова».
Помер 31 грудня 2001 року. Похований на Микулинецькому цвинтарі. Могила поета визнана пам'яткою історії місцевого значення (охоронний номер 1705).

## Творчість
За визначенням критиків та літературних дослідників, Б. Демків — поет-традиціоналіст з явним тяжінням до літературного неокласицизму. Успішно виступав як прозаїк та публіцист у жанрах нарису, новели, статті, есе, памфлету. Працював у жанрі художнього перекладу з російської, польської, болгарської, естонської, білоруської.
Твори опубліковані у журналах «Вітчизна», «Дніпро», «Донбас», «Жовтень» (нині «Дзвін»), «Київ», «Ранок», «Україна», газетах «Літературна Україна», «Молодь України», «Литературная газета» та інших, альманахах «День поезії», «Вітрила», щоквартальнику «Поезія», збірниках поезії, місцевій пресі та періодичних виданнях республік колишнього Радянського Союзу, а також Болгарії та Польщі.

### Доробок
- поетичні збірки
  - «Сувора ніжність» (1965),
  - «Символи» (1968),
  - «Червоне мовчання» (1973),
  - «Крило зорі» (1976),
  - «Древо життя» (1982),
  - «Поезії» (вибране, 1986)
  - «Ораторія лісу», 1987)
  - "Квіти ромена" ( вибрані ліричні пісні) 1995
  - «Залишаю для вас» (посмертна збірка, 2004)
- пісні
  - «Квіти ромена» — 1964, шляґер 1960-1970-х років, платівка з нею вийшла мільйонним тиражем («Мелодія», м. Москва, 1968).

Автор кількох десятків пісень на музику Анатолія Горчинського, Олександра Білаша, Владислава Толмачова, О. Германа, Богдана Климчука, Ю. Константинова, Михайла Облещука, Василя Подуфалого, Тараса Сеньківа, Василя Сороки, Романа Стратійчука, Я. Штогрина та інших.

### Переклади
Працював у жанрі художнього перекладу з білоруської, болгарської, естонської, польської, російської та інших мов. Зокрема, з польської переклав твори Я. Вики, М. Конопніцької, Адама Міцкевича, Т. Новака, Юліуша Словацького, повісті Е. Данеля «Тиждень для агента, або Написи Гете» (1986), С. Яблоковської «Одіссея з чорним котом».

## Вшанування

Пам'ятна дошка Борисові Демківу

23 серпня 2011 року в Тернополі по вул. Родини Барвінських, 12, на будинку, у якому жив Борис Демків у 1962—1989 роках, відкрито пам'ятну дошку поетові. Автор барельєфу — скульптор Олександр Маляр.
28 серпня 2011 року на Алеї зірок у Тернополі вмонтовано бронзову плиту з його іменем. Автор плити скульптор Дмитро Пилип'як.
4 серпня 2016 року в Тернопільському обласному краєзнавчому музеї відбулася година поетичного слова «Пісенний злет ромена...»
У 2016 році видано книгу «Борис Демків. Спогади про поета», яку презентували у вересні в бібліотеці-музею «Літературне Тернопілля».